# Mijaela Tesleoanu
Mijaela Tesleoanu (Bucarest, 20 de marzo de 1942 - La Habana, 17 de agosto de 2011) fue una bailarina y maestra de ballet clásico rumana, que desarrolló su labor artística en Cuba.
Estudio en el Conservatorio Nacional de Bucarest, para pasar después a integrarse en el Teatro Nacional de Opereta. Conoció y se casó con el barítono cubano, Ramón Calzadilla y terminó instalándose en Cuba. Desde la década de 1960 hasta su retirada en 1987, fue miembro integrante estable del Ballet Nacional de Cuba. Su labor como maestra de ballet se reforzó tras su retirada de los escenarios, destacando, no solo su trabajo en La Habana, sino también en diversas compañías y universidades de Latinoamérica: Universidad de Santiago de Chile, Facultad de Bellas Artes de la Universidad de Chihuahua, Ballet Clásico de Hermosillo, Ballet de Cámara de Jalisco, Ballet Contemporáneo de Caracas, Ballet Nacional de Guatemala, entre otros. Participó en la película Giselle, dirigida por Enrique Pineda Barnet, en 1964.